# یونیورسال میوزیک مکزیک
یونیورسال میوزیک مکزیک (به اسپانیایی: Universal Music México) به صورت اختصاری یوام‌جی مکزیک (UMG México)
یک شرکت تابعه از گروه موسیقی یونیورسال است که در سال ۱۹۶۳ ایجاد شد.